# .17 Winchester Super Magnum
.17 Winchester Super Magnum гвинтівковий набій кільцевого запалення розроблений компанією Winchester в 2012 році. Набій створено на базі холостого набою .27 калібру для цвяхозабивного пістолета. Набій створено шляхом обтиснення  дульця гільзи до .17 калібру (4,5 мм). Початковий заряд розганяв кулю вагою 1,3 г до дулової швидкості приблизно в 914 м/с.

## Розробка
Компанія Winchester разом з компанією Savage представили цей набій на виставці 2013 SHOT Show.
Латунна гільза приблизно на 50% товща ніж у 17 HMR, а тому максимальний середній внутрішній тиск становить 33,000 psi, у порівнянні з набоєм 17 HMR який має тиск в 26,000 psi.

## Заводські боєприпаси
Боєприпаси випускають компанії Winchester, Federal, American Eagle та, останнім часом, Hornady.
Набої Hornady 17 Win Super Mag та Federal Ammunition American Eagle 17 Win. Super Magnum доступні лише з кулями вкритими полімером вагою 20 гран.
Є кілька варіантів від Winchester, в тому числі Varmint HV 17 Winchester Super Magnum з кулею вкритою полімером вагою 20 гран, Varmint HE 17 Winchester Super Magnum з кулею вкритою полімером вагою 25 гран та Varmint-X 17 Winchester Super Magnum з кулею без свинцю з полімерним покриттям вагою 15 гран.

## Зброя
Зараз набоями 17 WSM може стріляти гвинтівка з ковзним затвором Savage B-Mag, з важким цільовим стволом B-mag. А також Ruger Model 77/17, однозарядний Winchester 1885 Low Wall та самозарядний пістолет Franklin Armory F-17. F-17 є першим пістолетом з газовідводним затвором під набій кільцевого запалення здатний витримувати високий тиск цього набою. Нещодавно компанія Jard Inc. випустила гвинтівку J71 17 WSM AR 15 під цей набій.